# Rejon sądowowiszniański
Rejon sądowowiszniański (ukr. Судово-Вишнянський район) – dawna jednostka podziału administracyjnego Ukraińskiej Socjalistycznej Republiki Radzieckiej w Związku Socjalistycznych Republik Radzieckich w latach 1940–1941 i 1944–1959. Należał do obwodu drohobyckiego do 1959 roku, a po jego zniesieniu przez kilka miesięcy do obwodu lwowskiego. Siedziba władz rejonu znajdowała się w Sądowej Wiszni.
Rejon sądowowiszniański został utworzony 17 stycznia 1940 na podstawie dekretu Prezydium Rady Najwyższej USRR o podziale na rejony zachodnich obwodów USRR, kiedy to w obwodzie drohobyckim utworzono 30 rejonów, między innymi sądowowiszniański. Rejon objął miasto Sądowa Wisznia oraz obszary zniesionych gmin Dydiatycze, Sądowa Wisznia i Twierdza (bez gromady Lipniki), należące przed wojną do powiatu mościskiego w województwie lwowskim.
Rejon sądowowiszniański przestał istnieć wraz z wybuchem wojny niemiecko-radzieckiej 22 czerwca 1941. Jego tereny weszły w skład Landkreis Lemberg dystryktu galicyjskiego Generalnego Gubernatorstwa.
Rejon został odtworzony 31 lipca 1944, po zajęciu tych terenów przez Armię Czerwoną.
21 stycznia 1959 do rejonu sądowowiszniańskiego włączono część zniesionego rejonu krukienickiego.
21 maja 1959, w wyniku zniesienia obwodu drohobyckiego, rejon sądowowiszniański włączono do obwodu lwowskiego.
23 września 1959 rejon sądowowiszniański zniesiono, włączając jego obszar do rejonów rejonu mościskiego i rudeckiego.